# Ън
Ън — российский грузопассажирский танк-паровоз типа 1-4-1, выпускавшийся Невским заводом с 1910 по 1914 годы. Последний выпускавшийся русскими заводами танк-паровоз, предназначенный для вождения пригородных поездов, так как с 1920-х годов в СССР начался перевод пригородных направлений на электрическую тягу.

## История
В 1902 году началось строительство Московско-Окружной железнодорожной линии, на которой имелось множество остановочных пунктов, при этом с малыми расстояниями между ними. Для неё Невскому заводу были заказаны пять универсальных танк-паровозов на нефтяном отоплении, которые должны были быть пригодны для пассажирской, грузовой и маневровой работы; согласно заданию, данные локомотивы должны были способны водить воинские эшелоны весом 575 тонн на подъёмах 8 ‰ со скоростью 20 км/ч.
На заводе работы по проектированию возглавил М. Н. Жидков и вскоре был готов проект танк-паровоза типа 1-4-1 с диаметром движущих колёс 1300 мм. На нём была применена простая двухцилиндровая паровая машина (диаметр цилиндров 510 мм при ходе поршня 650 мм), парораспределительный механизм Вальсхарта и паровой котёл с испаряющей поверхностью нагрева 188 м², площадью колосниковой решётки 2,8 м² и давлением пара 12,5 кгс/см². Его максимальная скорость поначалу была установлена 45 км/ч, но вскоре повышена до 55 км/ч. Юго-Западные железные дороги заказали пять таких же паровозов, но уже на угольном отоплении.
Десять первоначально заказанных локомотивов завод построил в 1910—1911 годы; их служебный рабочий вес составлял 85,6 тонн, а сцепной — 62 тонны. 3 апреля 1910 года на участке Петербург—Любань (Николаевская железная дорога) при участии членов Комиссии подвижного состава и тяги была совершена опытная поездка танк-паровоза типа 1-4-1 с поездом весом 483 тонны; на площадке локомотив вёл поезд со скоростью 75 км/ч, а на подъёме 6 ‰ — 48—50 км/ч. По результатам обкатки Комиссия приняла решение временно направить пять первых танк-паровозов на Балтийскую линию Северо-Западных железных дорог.
Паровозы для Московско-Окружной линии получили серию Д и номера 1—5, а для Юго-Западных дорог — номера 881—885; паровоз Д4 стал для Невского завода 3000-м построенным локомотивом. В 1912 оду данным локомотивам было присвоено новое обозначение серии Ън (Ъ — пассажирский танк-паровоз, н — конструкции Невского завода) с сохранением номеров. По заказу Московской-Окружной в 1914 году были построены ещё 4 паровоза на угольном отоплении, которые получили номера 6—9. Спустя некоторое время паровозы серии Ън Московско-Окружной были переданы на Нижегородскую линию Московско-Курской железной дороги, на которой водили пригородные поезда. Вскоре все 14 локомотивов Ън были сведены на Московско-Курской дороге и выполняли исключительно маневровую работу на станции Москва-Пассажирская-Курская и других.

## Культурные аспекты
- Паровоз Ън881 появляется в короткометражном фильме «Человек рассеянный» 1937 года в сценах с манёврами.